# Babadan (Karangrejo)
Babadan is een bestuurslaag in het regentschap Tulungagung van de provincie Oost-Java, Indonesië. Babadan telt 2742 inwoners (volkstelling 2010).